# Феј Бејнтер
Феј Бејнтер (енгл. Fay Bainter) је била америчка глумица, рођена 7. децембра 1893. године у Лос Анђелесу, а преминула 16. априла 1968. године у Лос Анђелесу. Номинована је за Оскара за најбољу главну глумицу за улогу у филму Беле заставе, као и за филм Дечји сат, али у категорији најбоља споредна глумица.

## Филмографија
| Год. | Српски назив | Оригинални назив                | Улога                      |
| ---- | ------------ | ------------------------------- | -------------------------- |
| 1934 |              | This Side of Heaven             | Francene Turner            |
| 1937 |              | Make Way for Tomorrow           | Anita Cooper               |
| 1937 |              | The Soldier and the Lady        | Strogoff's Mother          |
| 1937 |              | Quality Street                  | Susan Throssel             |
| 1938 |              | White Banners                   | Hannah Parmalee            |
| 1938 |              | The Shining Hour                | Hannah Linden              |
| 1938 |              | The Arkansas Traveler           | Mrs. Martha Allen          |
| 1938 |              | Mother Carey's Chickens         | Mrs. Margaret Carey        |
| 1938 | Џезебел      |                                 | Aunt Belle                 |
| 1939 |              | Our Neighbors - The Carters     | Ellen Carter               |
| 1939 |              | Daughters Courageous            | Nancy 'Nan' Masters        |
| 1939 |              | The Lady and the Mob            | Hattie Leonard             |
| 1939 |              | Yes, My Darling Daughter        | Ann 'Annie' Murray         |
| 1940 |              | Maryland                        | Charlotte Danfield         |
| 1940 |              | A Bill of Divorcement           | Margaret 'Meg' Fairfield   |
| 1940 |              | Our Town                        | Mrs. Julia Hersey Gibbs    |
| 1940 |              | Young Tom Edison                | Mrs. Samuel 'Nancy' Edison |
| 1941 |              | Babes on Broadway               | Miss 'Jonesy' Jones        |
| 1942 |              | Mrs. Wiggs of the Cabbage Patch | Mrs. Elvira Wiggs          |
| 1942 |              | Journey for Margaret            | Trudy Strauss              |
| 1942 |              | The War Against Mrs. Hadley     | Stella Hadley              |
| 1942 |              | Woman of the Year               | Ellen Whitcomb             |
| 1943 |              | Cry 'Havoc'                     | Captain Alice Marsh        |
| 1943 |              | Salute to the Marines           | Jennie Bailey              |
| 1943 |              | Presenting Lily Mars            | Mrs. Thornway              |
| 1943 |              | The Human Comedy                | Mrs. Macauley              |
| 1944 |              | Three Is a Family               | Frances Whittaker          |
| 1944 |              | Dark Waters                     | Aunt Emily                 |
| 1944 |              | The Heavenly Body               | Margaret Sibyll            |
| 1945 |              | State Fair                      | Melissa Frake              |
| 1946 |              | The Virginian                   | Mrs. Taylor                |
| 1946 |              | The Kid from Brooklyn           | Mrs. E. Winthrop LeMoyne   |
| 1947 |              | The Secret Life of Walter Mitty | Mrs. Eunice Mitty          |
| 1947 |              | Deep Valley                     | Ellie Saul                 |
| 1948 |              | June Bride                      | Paula Winthrop             |
| 1948 |              | Give My Regards to Broadway     | Fay Norwick                |
| 1951 |              | Close to My Heart               | Mrs. Morrow                |
| 1953 |              | The President's Lady            | Mrs. Donaldson             |
| 1961 |              | The Children's Hour             | Mrs. Amelia Tilford        |